# نووکازانکا
نووکازانکا (به لاتین: Novokazanka) یک منطقهٔ مسکونی در روسیه است که در باشقیرستان واقع شده‌است.